# Distretto di İliç
Il distretto di İliç (in turco İliç ilçesi) è uno dei distretti della provincia di Erzincan, in Turchia.